# Fleet de San Diego
Stade
Maillots
Le Fleet de San Diego (en anglais : San Diego Fleet) étaient une équipe de football américain professionnel basée à San Diego, en Californie qui a évolué au sein de l'Alliance of American Football.
Néanmoins, après huit semaines d'activité lors de la première saison de la ligue, son propriétaire, Tom Dundon, suspend les activités de l'AAF ce qui met de surcroît fin au championnat,.